# 3892 Dezsö
3892 Dezsö este un asteroid din centura principală, descoperit pe 19 aprilie 1941 de Liisi Oterma.